# Kumano (1937)
El Kumano ( 熊 野 )  fue un crucero pesado (reconvertido) de la clase Mogami perteneciente a la Armada Imperial Japonesa, fue botado en los astilleros de Kawasaki, Kobe en 1937. El nombre Kumano fue en remembranza del río Kumano, que recorre la península de Kii en la isla de Honshu.
El Kumano participó en muchos escenarios en el Frente del Pacífico y ante los muchos ataques que le tocó soportar se destacó por la tenacidad de su tripulación y por la fortaleza de su construcción, factores que le permitieron permanecer a flote pese a recibir graves daños en combate.

## Construcción y características
Construido bajo el Programa de Suplementos de Armamento Naval Maru-1 fue originalmente fue botado como un crucero ligero debido a sus torretas triples de 155 mm, en acuerdo al Tratado Naval de Washington que impedía desarrollar cruceros de más de 10.000 toneladas.
El Kumano y asimismo el  Suzuya aun en construcción fueron remodelados debido a los defectos acusados en sus dos buques hermanos Mogami y Mikuma en los que su estructura no tenía una buena calidad de soldadura y por ende la resistencia debida, de hecho, las piezas del casco se separaban después de cada andanada, asimismo su estabilidad era deficiente en mar gruesa, por lo cual fue remodelado en grada. 
La remodelación de la clase Mogami tuvo altos costos pero finalmente el Kumano y sus buques hermanos fueron considerado como uno de los cruceros más rápidos y mejor armados y blindados del mundo. 
Inicialmente clasificado como un crucero ligero fue reasignado como crucero pesado siendo equipado en su armamento principal con torretas dobles de 205 mm en sustitución de las triples de 155 mm en 1939.

## Historial operativo
El Kumano fue botado en octubre de 1936 desde los astilleros de Kawasaki en Kobe y comisionado un año después, su primer comandante fue Shoji Nishimura.
Fue adscrito a la 7a. flota de cruceros (Sentai) junto a sus buques de la clase y participó en el teatro de Indochina entre 1940 y octubre de 1941.

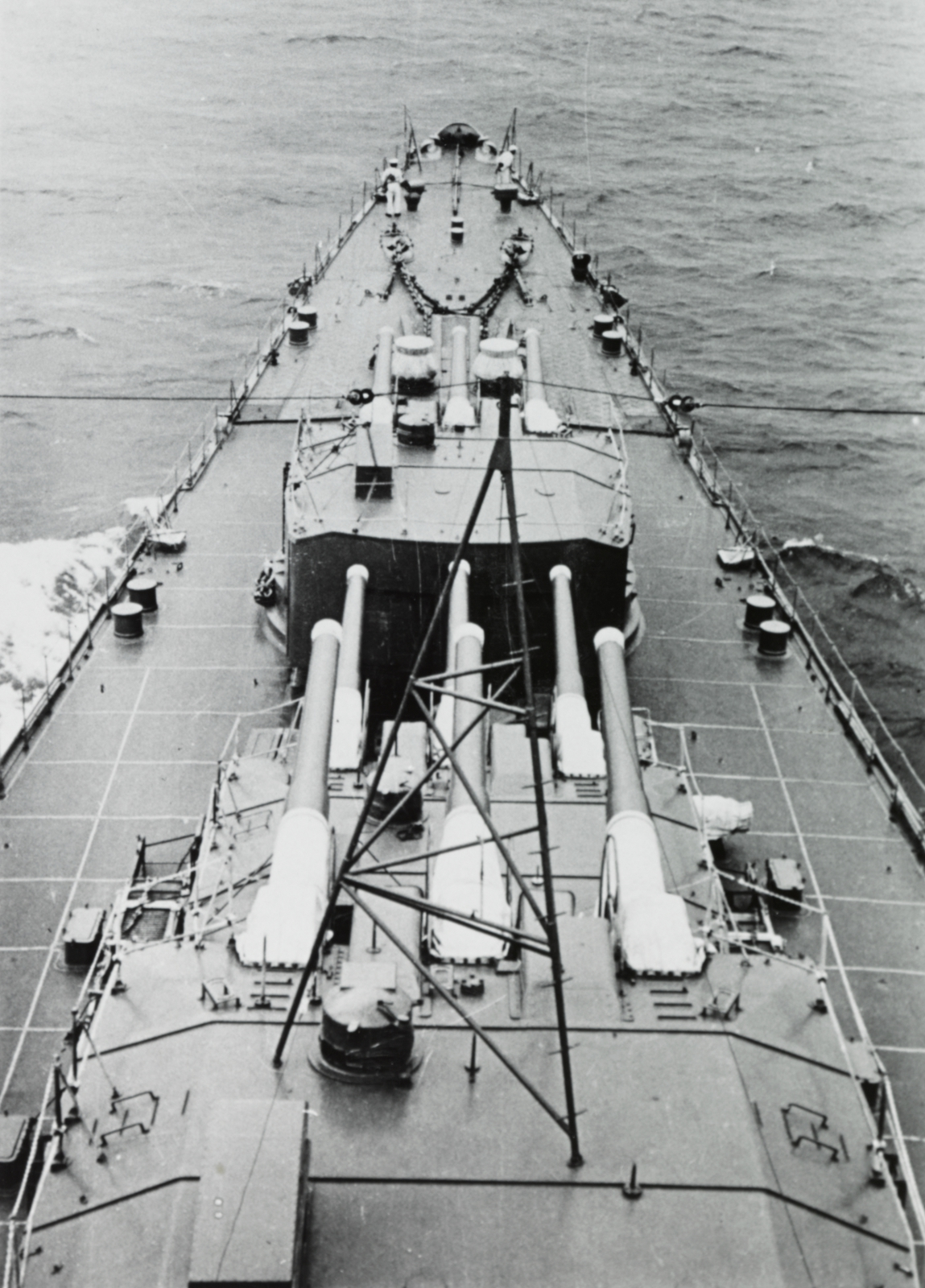
El Kumano como crucero ligero.

Tras el Ataque a Pearl Harbor, el 8 de diciembre prestó cobertura a los desembarcos en Kota Bharu en el golfo de Siam, estando en estas circunstancias, su comandante Kaoru Arima recibió órdenes de interceptar a la Fuerza Z en ruta a su área de operaciones, pero fue cancelada tras la destrucción de esta fuerza inglesa por ataque aéreo.
Fue enviado a prestar cobertura en la Campaña de Borneo y Birmania.
Entre fines de marzo y abril de 1942, el Kumano como parte de la 7a. división de cruceros formó parte de la Operación C o Raid al Océano Índico, aportando sus aviones como exploradores. 
La fuerza expedicionaria del sur bajo el mando de Chuichi Nagumo atacan el área de Colombo constituyendo la fuerza principal de ataque.
La otra fuerza, la llamada 2a. Fuerza expedicionaria del norte bajo el mando de Jisaburō Ozawa irrumpe por el sur de las islas Andamán. 
El Kumano y el Suzuya forman parte de esa fuerza e irrumpen en la bahía de Bengala, ambos cruceros junto al destructor Shirakumo sorprendieron a un convoy mercante británico en la costa de Visakhapatnam y hundieron 5 barcos con un total de registro de 35.754 toneladas. En total, la fuerza de Osawa se cobró 23 barcos mercantes aliados con un total de registro bruto de 93.247 t.
En junio de ese año participó en la batalla de Midway como buque insignia del almirante Takeo Kurita, la división recibió órdenes de bombardear la isla.  La aproximación ocurrió en la madrugada del 5 de junio; pero fue cancelada abruptamente cuando el objetivo estaba casi a la vista, el Kumano y el Suzuya abandonaron el área , pero el crucero Mikuma y el Mogami se embistieron accidentalmente, el Mikuma resultó bombardeado y hundido y el Mogami fue bombardeado pero logró salir del alcance aéreo, debido a esto, la 7a. División quedó reducida solo a dos cruceros operativos y se tuvo que complementar con la 8a. división de cruceros (Tone y Chikuma).
El 29 de julio de 1942, el Kumano y el Suzuya fueron atacados por el submarino holandés (O-23), pero en este ataque a gran distancia resultó fallido, el submarino holandés logró escapar a pesar de darle una caza submarina sostenida.
En noviembre de 1942 sirvió recurrentemente como transporte de tropas entre Manila y Truk.
Estando en Kure en abril de 1943 se le realizaron modificaciones a su armamento antiaéreo sustituyendo ametralladoras duales por montajes triples tipo 96 y se le adicionó un radar tipo 21 a su equipamiento. Sus escotillas y ojos de buey del casco fueron soldados.
En julio de 1943 fungió como transporte de tropas a Guadalcanal, pero fue atacado por aviones provenientes desde Kolombangara y fue medianamente dañado seriamente en su popa lo que lo obligó a reparaciones mayores dejándolo inoperante hasta noviembre de ese año.
Posteriormente fue enviado a Truk hasta fines de 1943.
Desde enero a mayo de 1944, el Kumano estuvo basado en Singapur y luego fue enviado a Tawi-Tawi retornando a Kure el 25 de junio para reparaciones y modificaciones adicionándosele dos radares, el Tipo 13 y el Tipo 22. Asumió el mando el capitán Soshiro Hitomi.
Durante el transcurso de la batalla del golfo de Leyte, el 25 de octubre de 1944, estando en acción frente a Samar fue cañoneado en su puente y torpedeado por el USS Johnston (DD-557) cuyo torpedo le arrancó su castillo de proa dejándolo inhabilitado para el combate. Su sobrecompartimentación y rápida actuación de la tripulación le salvó de hundirse y se retiró del área de combate a baja velocidad y en solitario hacía el mar de Sibuyan donde nuevamente fue bombardeado el 26 de octubre por aeronaves de la Task Force 38 con tres bombas de 227 kg que lo convirtieron en una ruina a flote, a pesar de todos los daños y a los tenaces esfuerzos de la tripulación logró con una sola caldera y a una velocidad de dos nudos llegar a Manila donde recibió reparaciones de emergencia. 
El 29 de ese mes, estando en Bahía Coron volvió a ser bombardeado por aviones de la Task Force 38 sin reportar daños.  Su proa fue reconstruida y se le reemplazaron cuatro calderas. Las perdidas humanas en el Kumano fueron hasta entonces 56 tripulantes.

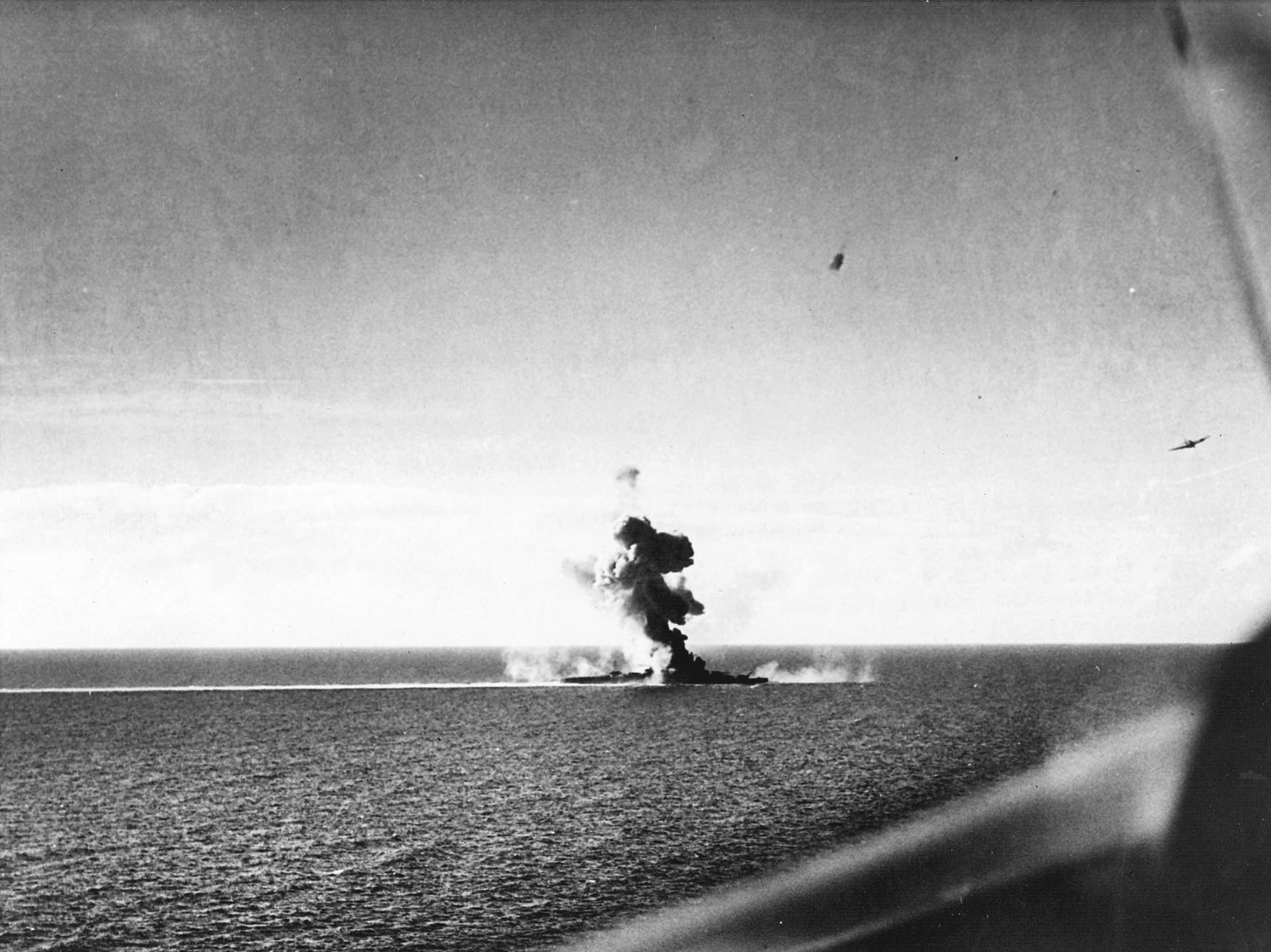
El Kumano bajo bombardeo el 26 de octubre de 1944 (el buque está sin proa).

El 4 de noviembre el Kumano zarpó junto a otro crucero reparado, el Aoba junto al convoy Mata-41 rumbo a Japón, el convoy fue divisado por el submarino USS Batfish (SS-310) quien lanzó en abanico todos los torpedos que disponía, todos fallaron. 
El 6 de noviembre, formando parte del mismo convoy y navegando al norte de Luzón, el convoy fue emboscado por cuatro submarinos estadounidenses, uno de ellos el USS Ray (SS-271) logró dos impactos de torpedo en el crucero japonés y el Kumano volvió a perder su castillo de proa recién instalado, sus máquinas se inundaron y quedó al garete. Fue llevado a remolque por el petrolero Doryo Maru y lo llevó a la bahía Dasol en Manila y más tarde fue trasladado a la bahía de Santa Cruz para ser reparado.
El 25 de noviembre de 1944, mientras aun estaba en reparaciones en la bahía de Santa Cruz se puso en movimiento hacía Formosa ante la inminencia de un ataque; sin embargo, aeronaves provenientes del USS Ticonderoga (CV-14) perteneciente a la Task Force 38 lo sorprendieron navegando a velocidad reducida en las afueras de la Bahía de Santa Cruz, estos lo torpedearon y lo bombardearon con 5 torpedos y 4 bombas de 227 kg. El Kumano finalmente se volcó y hundió en aguas someras con la pérdida de 497 marinos incluido su capitán Hitomi. 636 miembros de su tripulación fueron rescatados.